# Чжао Ханьцин
Чжао Ханьцин (кит. трад. 赵汗青, пиньинь Zhao Hanqing род. 6 апреля 1994, Ухань, провинция Хубэй) — китайская шашистка (международные шашки) и шахматистка. Чемпионка Азии 2017 года в классике и в формате блиц, Чемпионка Азии 2015 года среди женщин форматах блиц и быстрые шашки, серебряный призёр Чемпионата Азии 2012 года среди женщин в основной программе и в формате блиц, участница чемпионата мира 2013 года (12-е место в основной программе, 12-е в быстрых шашках и 12-е в блице), чемпионка мира среди девушек 2012 года, вице-чемпионка мира среди девушек 2013 года (в блице) семикратная чемпионка Китая по шашкам. Международный гроссмейстер.
FMJD-Id: 16499

## Спортивная карьера
C 7 лет обучалась шахматам. После 19 октября 2007 перешла на международные шашки.
Шахматы
- 2004 провинция Хубэй Детский шахматный турнир — первое место;
- 2005 провинция Хубэй  детский шахматный турнир —  третье место;
- 2005 Национальный детский чемпионат по шахматам — пятое место;
- 2006 провинция Хубэй Детский шахматный турнир — первое место;
- 2007 Второй Кубок мира по шахматам среди детей  — первое место.

Международные шашки
- чемпионат мира по международным шашкам 2013 года — 12-е место
- чемпионат мира по международным шашкам 2015 года — 7-е место.
- чемпионат мира по международным шашкам 2019 года — 7-е место.